# 삼척 이상호 충효문
삼척 이상호 충효문(李尙虎 忠孝門)은 조선 영조~정조 때의 문신, 효자 이상호(李尙虎, 1702 ~ 1800)의 정려 충효문이다. 강원도 삼척시 원덕읍 이천2리 수리동에 있다. 1817년(순조 17) 9월에 건립되었다.

## 개요
이상호의 본관은 우계(羽溪)이고, 자(字)는 문숙(文淑), 호(號)는 소재(素齋), 시호는 충효(忠孝)이다. 15세에 할아버지의 병환에 손가락을 잘라 피를 넣어 드리자 기적적으로 소생하였다 한다. 가난한 살림에도 어머님을 극진히 봉양하였으나 상을 당하자 조실부모의 지극한 슬픔으로 시묘살이 3년만에 다시 3년을 더 묘를 지켰다. 영조와 정조의 국상때 거실에 빈소를 차리고 상복을 입고 3년상을 마쳤고, 문효세자상 등에도 빈소를 차리고 3년간 곡하였다. 이름이 전하지 않는 그의 스승이 죽자, 역시 3년간 마음속의 상을 입고 상복을 입고 근신하였다. 1790년(정조 14) 노인직으로 첨지중추부사에 올랐고 1800년(정조 24) 숭정대부 행동지중추부사로 승진하였다. 1801년(순조 1년) 정려가 내려졌다.
1801년(순조 1) 순조에게 이 사실이 알려져 복호의 명을 받고, 1817년(순조 17년) 9월 정려되었다. 정려문의 글은 면암 최익현이 썼다.
정려문 근처 천자산 아래에는 이상호가 영조, 정조의 국상 때 단을 쌓고 망곡하던 터에 삼척 이상호 망곡유허비 또는 망곡단이 세워졌다.

## 기타
충효문에는 충효문(忠孝門)이라 쓴 편액이 있고, 비각 안에 영모정(永慕亭)이라 쓴 편액이 있다. 그밖에 충효당기(忠孝堂記)가 있어 충효문 설립에 대한 설명이 수록되어 있다.

## 같이 보기
- 이상호
- 삼척 이상호 망곡유허비